# Liste d'attentats de la guerre d'Irak
 (février 2009).
Si vous disposez d'ouvrages ou d'articles de référence ou si vous connaissez des sites web de qualité traitant du thème abordé ici, merci de compléter l'article en donnant les références utiles à sa vérifiabilité et en les liant à la section « Notes et références ».

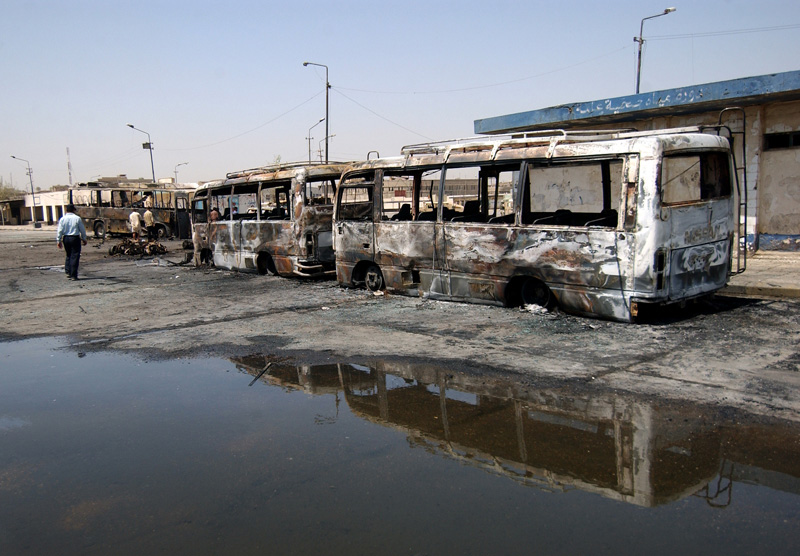
Attentat contre un arrêt de bus à Bagdad le 17 août 2005.

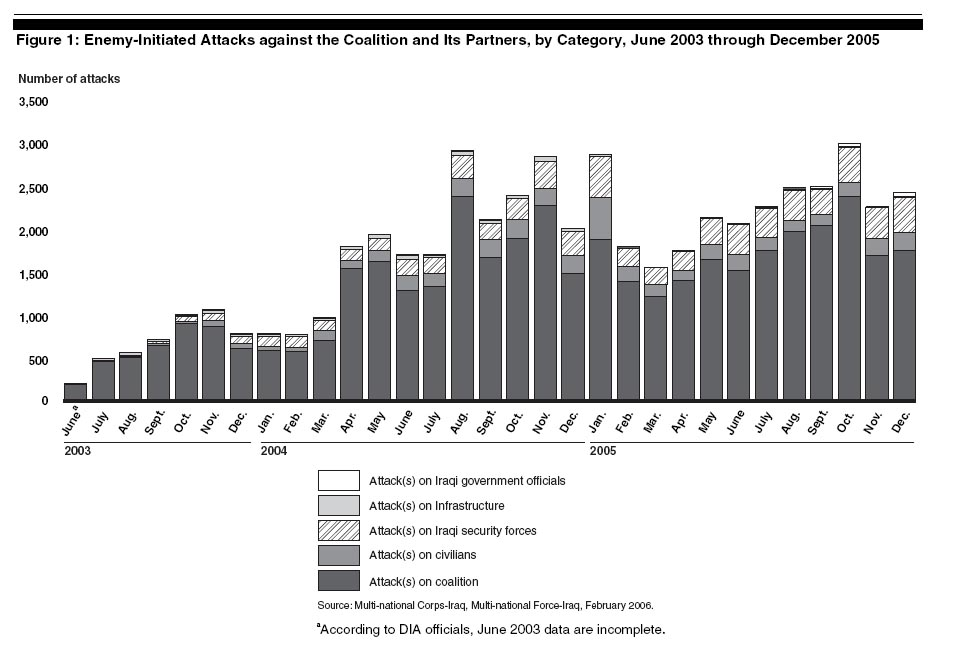
Graphique sur le nombre d'attaques de 2003 à fin 2005

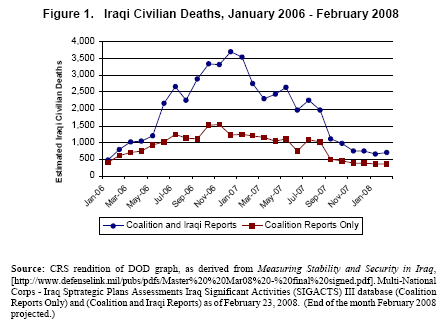
Bilan du nombre de civils tué entre janvier 2006 et février 2008 en Irak.

Une étude réalisée par l'Institut de hautes études internationales (publiée le 12 juillet 2005) estimait à 39 000 le nombre de victimes irakiennes de la guerre.
Divers ministères du gouvernement irakien annonçaient en juillet 2005 le bilan des six premiers mois de l'année :
1 594 civils tués
895 membres des forces de sécurité tués (620 policiers et 275 soldats)
781 « insurgés » tués
4 000 personnes au total ont été tuées au cours du premier semestre 2005. Ces informations proviennent du ministère de l'Intérieur irakien.
Selon le département de la Défense des États-Unis  26 000 Irakiens auraient été tués ou blessés dans les attentats depuis janvier 2004, dont une grande partie d'attentats-suicides.
Une étude publiée par la revue britannique The Lancet en octobre 2004 lance un chiffre de 100 000 victimes de surmortalité due aux violences, une autre étude publiée par le même magazine, effectuée par des universitaires américains en collaboration avec l'université de Bagdad, annonce en octobre 2006, plus de 650 000 Irakiens victime de la surmortalité. Le gouvernement américain refuse cette étude, le gouvernement irakien dément le chiffre ainsi que Iraq Body Count .
(Liste non exhaustive)

## 2003
- 7 août : explosion d’une voiture piégée devant l’ambassade de Jordanie à Bagdad : 14 morts, 40 blessés.
- 19 août : un camion piégé explose à côté du siège de l’ONU à Bagdad faisant 22 morts et une centaine de blessés. Le représentant des Nations unies Sérgio Vieira de Mello est tué dans l’attentat. Al-Zarqaoui (Al-Qaïda en Irak) revendique l'attentat, mais des membres d'Ansar al-Islam sont aussi soupçonnés.
- 29 août : attentat à la voiture piégée devant la mosquée chiite de l’imam Ali à Najaf : au moins 83 morts, 125 blessés. L'ayatollah Mohammed Baqir al-Hakim, chef du Conseil suprême de la révolution islamique en Irak (CSRII), meurt au cours de l'explosion[3].
- 27 octobre : à Bagdad, cinq attentats-suicides contre quatre postes de police et le siège du Comité international de la Croix-Rouge (CICR) font 43 morts et plus de 200 blessés. Un sixième kamikaze est intercepté avant d'avoir pu faire exploser son véhicule[4].
- 12 novembre : un camion-citerne piégé conduit par deux personnes explose devant le QG des carabiniers italiens à Nassiriyah, dans le sud. 19 Italiens et 9 Irakiens sont tués, 20 Italiens et 59 Irakiens blessés. Le ministre italien de la Défense accuse les fedayins de Saddam[5].
- 22 novembre : au moins 18 Irakiens, en majorité des policiers, sont tués et 53 blessés dans un double attentat suicide à la voiture piégée contre des commissariats au nord de Bagdad, en Irak[6].
- 14 décembre : l’explosion d’une voiture piégée devant un poste de police d'Al-Khalidiya (en) (province d'Al Anbar) fait au moins 18 morts dont un enfant[7].
- 27 décembre : 19 morts et près de 200 blessés dans quatre attentats à la voiture piégée à Kerbala.

## 2004
- 18 janvier : 24 morts et plus de cent blessés dans un attentat suicide à la voiture piégée devant le quartier général américain dans la capitale irakienne.
- 1er février : un double attentat-suicide à Erbil vise les sièges des deux principaux partis kurdes, le Parti démocratique du Kurdistan et l'Union patriotique du Kurdistan, pendant les fêtes de l'Aïd al-Adha, faisant entre 50 et 100 morts, dont le chef de la police et le gouverneur adjoint de la province, et plus de 250 blessés[8].
- 10 février : un attentat suicide devant un commissariat de police d'Iskandariya (au sud de Bagdad) fait 55 morts et 67 blessés.
- 11 février : attentat suicide contre le centre de recrutement de l’armée irakienne : 47 morts.
- 14 février : au moins 23 policiers sont tués dans l'attaque de postes de la sécurité irakienne à Falloujah, à l'ouest de Bagdad. Quatre assaillants sont tués dans l'échange de tirs.
- 23 février : Dix personnes sont tuées (dont les deux kamikazes) et 45 autres blessées dans un attentat-suicide contre un commissariat de police d'un quartier kurde de Kirkouk[9].
- 2 mars : quatre explosions détruisent le parvis de la mosquée chiite de Kadhimiya (en), lors de la fête de l'Achoura (2004 Ashura bombings in Iraq (en)). À Kerbala, des tirs de roquettes sont lancés contre le mausolée d'Abbas. Le bilan de ces opérations est lourd : 171 morts, 556 blessés. La communauté chiite d’Irak accuse les sunnites extrémistes.
- 21 avril : 74 personnes sont tuées et plus de 160 blessées dans cinq attentats à la voiture piégée contre la police irakienne à Bassorah et à Zoubeïr, dans le sud de l'Irak.
- 17 mai : le chef du Conseil du gouvernement irakien (en), Abdel Zahra Osmane Mohammad, est tué à Bagdad dans un attentat à la voiture piégée qui fait 10 autres morts. On soupçonne Al-Qaïda en Irak[10].
- 1er juin : attentat suicide à la voiture piégée à Baiji, au nord de Bagdad. Il vise une base américaine. 11 morts, 26 blessés.
- 17 juin : 35 morts et 138 blessés dans un attentat suicide devant un centre de recrutement de l'armée irakienne à Bagdad.
- 24 juin : une série d'attentats coordonnés contre la police, suivis de violences, font plus de 100 morts et 300 blessés à travers les bastions sunnites au nord et à l'ouest de Bagdad (Mossoul, Bakouba, Ramadi…).
- 26 juin : au moins 23 civils, dont de nombreux enfants, périssent dans un attentat à la voiture piégée à Hilla (sud de Bagdad).
- 28 juillet : 70 personnes sont tuées et 56 autres blessées dans un attentat suicide perpétré devant un bâtiment de la police à Bakouba (nord de Bagdad).
- 1er août : attentats contre 5 églises d’Irak. L'exil des chrétiens, qui représentent 3 % de la population, se poursuit.
- 14 septembre : un attentat à la voiture piégée contre le quartier général de la police à Bagdad fait 49 morts et 131 blessés.
- 30 septembre : trois attentats à la voiture piégée et à la roquette dans le quartier populaire d’Al-Amel à Bagdad : 37 enfants sont morts alors qu’ils regardaient l’inauguration d’une station de pompage des eaux usées, organisée par les Américains. Au moins trois hommes et une femme sont également parmi les victimes. On compte plus de 200 blessés[11].
- 23 octobre : 49 recrues de l'armée irakienne et trois chauffeurs civils sont massacrés dans une embuscade tendue au nord de Bagdad.
- 6 novembre : 36 personnes, dont 26 policiers, sont tuées dans une série d'attentats à Samarra (nord de Bagdad), revendiqués par le groupe de l'islamiste jordanien Abou Moussab al-Zarqaoui.
- 7 novembre : 21 policiers irakiens sont exécutés de sang froid par des hommes armés, qui prennent d'assaut deux postes de police dans la province d'Al-Anbâr (ouest de Bagdad). Revendiqué par al-Zarqaoui [réf. nécessaire].
- 19 décembre : deux attentats à la voiture piégée touchent les villes chiites de Kerbala et Nadjaf faisant plus de 60 morts et de 130 blessés. Elles ont pour but de provoquer un conflit religieux en visant les mausolées de l'imam Ali et de l'imam Hussein, avant les élections prévues le 30 janvier 2005[12].
- 21 décembre : 22 personnes, dont 18 Américains, meurent lors d'une attaque contre une base américaine à Mossoul (nord). Le groupe Ansar al-Sunna (en), lié au réseau Al-Qaïda, revendique l'attentat suicide, l'un des plus meurtriers commis contre les Américains depuis mars 2003.
- 28 décembre : trente personnes, en majorité des civils, sont tuées par l'explosion d'une maison piégée qui souffle plusieurs foyers à Bagdad dans une embuscade tendue aux forces de l'ordre.

## 2005

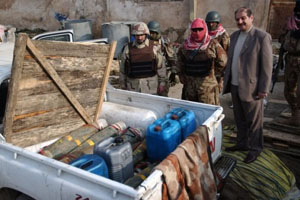
Engin explosif improvisé désamorcé en Irak en 2005. La charge est composée d'obus d'artillerie et de bidons de carburant.

Le Ministère de l'intérieur irakien recense 4308 irakiens tués en 2005, dont 2976 civils, 956 policiers et 376 militaires (statistiques d'octobre 2005).

### Janvier
- 4 janvier 2005 : le gouverneur de Bagdad, Ali Radi al-Haïdari, est tué dans un attentat à la voiture piégée, action revendiquée par Abou Moussab al-Zarkaoui[13].
- 21 janvier 2005 : 15 personnes sont tuées (premier bilan) dans un attentat à la voiture piégée devant la mosquée chiite de Chouhada al-Taf, au sud-ouest de Bagdad, selon la police. Le drame s'est produit à l'heure de la fin de la prière, le premier jour de la fête sainte d'al-Adha.

### Février
- 16 février 2005 : après les résultats des élections donnant la majorité absolue aux chiites, plusieurs attentats font plus de 33 morts dans le pays : plusieurs visaient des mosquées alors que la communauté chiite fêtait l'Achoura :
  - Attentat à la ceinture d'explosifs dans la mosquée Kazimain, Bagdad.
  - Attentat-suicide contre la mosquée Ali-Baya, Bagdad.
  - Bombe artisanale la mosquée d'Iskandariyah.
- 21 février 2005 : un attentat à la voiture piégée à Hilla (quartier chiite) tue 125 Irakiens et blesse 129 personnes.

### Mars
- 4 mars 2005 : le gouvernement italien obtient la libération de la journaliste Giuliana Sgrena. Le convoi qui la conduit à l'aéroport essuie des tirs à un barrage par les soldats des États-Unis. Nicola Calipari (en), membre des services secrets italiens, est tué, Giuliana est atteinte d'une balle à l'épaule et un autre militaire italien est blessé.
- 9 mars 2005 : les violences en Irak font près de 60 morts et plusieurs dizaines de blessés:
  - 41 personnes abattues, militaires ou civils, sont retrouvées sur deux sites, l'un à Al-Qaïm près de la frontière syrienne, l'autre au sud de Bagdad.
  - L'explosion d'un camion-poubelle piégé devant un hôtel de Bagdad fait 40 blessés dont 30 contractors américains[14].
- 10 mars 2005 : au cours des obsèques de Sayyed Hicham Sayyed Mahmoud Al-Araji, leader chiite partisan de Moqtada al-Sadr, un attentat-suicide à l'intérieur de la mosquée chiite al-Shahidain al-Sadir de Mossoul fait 50 morts et 90 blessés[15],[16],[17].

### Mai
- 1er mai 2005 : 25 morts et 30 blessés dans un attentat-suicide à Tall Afar, à l'ouest de Mossoul, visant les funérailles d'un responsable du Parti démocratique du Kurdistan (PDK)[18].
- 3 mai 2005 : neuf soldats irakiens sont tués et dix-sept autres personnes blessées dans l'explosion d'une voiture-suicide dans le quartier de Doura, à Bagdad[18].
- 4 mai 2005 : 45 personnes sont tuées et 95 blessées à Erbil dans un attentat suicide contre une permanence du PDK qui servait de centre de recrutement de la police. Cet attentat est revendiqué par le groupe Ansar al-Sunna (en)[18].
- 11 mai 2005 : au moins 84 personnes sont tuées dans des attentats à Tikrit, Hawija, etc., revendiqués par Ansar al-Sunna[19].
- 23 mai 2005 : une série d'attentats fait une soixantaine de morts, visant un restaurant à Sadr City, quartier chiite de Bagdad, un lieu de prière chiite à Mahmoudiya, au sud de Bagdad, et plusieurs cibles à Touz Khormatou et à Tall Afar. Par ailleurs, le général Wael Al-Roubaie, de l'état-major de la sécurité intérieure, est assassiné ; cette action est revendiquée par Al-Qaïda[20],[21].

### Juin
- 14 juin 2005 : un kamikaze tue 22 personnes à Kirkouk. L'attentat est revendiqué par le groupe Ansar al-Sunna (en)[22].
- 15 juin 2005 : un kamikaze portant l'uniforme de l'armée irakienne tue 26 soldats irakiens et en blesse 29 à Al Khalis, dans la province de Diyala, au nord de Bagdad. Le même jour, une voiture-suicide heurte deux voitures de police et tue huit policiers à Bagdad[22].
- 22 juin 2005 : trois attentats à la voiture piégée font 18 morts et 48 blessés dans un quartier chiite de Bagdad.
- 23 juin 2005 : quatre attentats à la voiture piégée font au moins 40 morts à Bagdad
- 24 juin 2005 : un attentat à la voiture piégée tue six soldats américains à Falloujah.
- 25 juin 2005 : l'attaque d'un poste de police fait huit morts et un blessé à l'ouest de Bagdad.
- 26 juin 2005 :
  - un kamikaze tue quatre policiers et blesse neuf personnes à l'hôpital de Mossoul.
  - un attentat tue 16 soldats irakiens près de Mossoul.
  - un attentat suicide à la voiture piégée contre un commissariat à Mossoul tue au moins cinq personnes.
- 28 juin 2005 :
  - l'explosion d'une bombe tue cinq personnes au nord de Bagdad dont le député Dhari Ali al-Fayadh (en), âgé de 87 ans[23].
  - un kamikaze se fait exploser dans un hôpital à Moussayib, tuant trois personnes et en blessant 13 autres.

### Juillet
- 1er juillet 2005 :
  - L'imam chiite Cheikh Kamal Al-Dine al-Ghoreifi, un des principaux représentants de l'ayatollah Ali al-Sistani, est assassiné dans le centre de Bagdad[24].
  - À Mossoul, Khalid al-Attar, producteur d'une émission satirique à la télévision, est enlevé et assassiné. C'est le neuvième journaliste assassiné à Mossoul[25] et le 61e tué en Irak depuis 2003[26].
- 2 juillet 2005 :
  - un kamikaze se fait exploser dans un centre de recrutement à Bagdad, tuant au moins 20 personnes et en blessant 21 autres[25].
  - un attentat à la voiture piégée fait au moins 5 morts et 12 blessés à Mahmoudiya, au sud de Bagdad.
  - deux officiers de police sont abattus à Moussayib et à Mossoul.
  - quatre personnes sont tuées lors d'une fusillade près de Kirkouk.
- 7 juillet : un double attentat à la voiture piégée fait 11 morts et 19 blessés à Jbala au sud de Bagdad.
- 10 juillet 2005 :
  - Un attentat suicide à Bagdad fait 22 morts et au moins 42 blessés devant un centre de recrutement de l'armée. Le kamikaze s'est introduit dans la foule.
  - Un attentat à la voiture piégée à Kirkouk fait trois morts et dix blessés.
  - Un kamikaze se fait exploser à Mossoul, tuant quatre policiers et en blessant trois autres.
  - Deux attentats suicides à la voiture piégée tuent au moins sept douaniers le long de la frontière syrienne.
- 11 juillet 2005 :
  - Une attaque à la mitrailleuse et aux mortiers tue douze soldats irakiens et fait trois blessés, à Al Khalis au nord de Bagdad.
  - L'explosion d'une voiture piégée tue deux soldats irakiens et fait un blessé.
- 12 juillet 2005 : un attentat à la voiture piégée à Kirkouk fait 3 morts et 15 blessés.
- 13 juillet 2005 : un attentat à la voiture piégée tue 32 personnes, dont 31 enfants, et fait au moins 67 blessés dans le quartier Al-Khalij, partie du district chiite de Sadr City à Bagdad[27].
- 14 juillet 2005 : entre 10 et 14 habitants sunnites du quartier Rabee à Bagdad, enlevés la veille par des inconnus, sont trouvés morts[27].
- 15 juillet 2005 : une série de 10 attentats suicides à la voiture piégée fait au moins 30 morts et 111 blessés à Bagdad et dans le nord du pays. Ces attaques visent les forces armées irakiennes. Elles font suite à l'échec de trois opérations-suicides devant l'entrée de la "Zone Verte" sécurisée où se trouvent les administrations irakiennes et les principales ambassades.
- 16 juillet 2005 :
  - Un kamikaze fait exploser un camion-citerne rempli de gaz, près d'une mosquée chiite à Moussayib, au sud de Bagdad. Le bilan fait état d'au moins 98 personnes tuées et 134 blessés[28].
  - Plusieurs attentats contre les forces américaines et irakiennes font au moins 19 morts[28].
- 17 juillet 2005 : deux attentats à la voiture piégée à Bagdad font 16 morts et 17 blessés.
- 18 juillet 2005 : 18 morts au cours d'attentats dans toute l'Irak.
- 19 juillet 2005 : double attentat à Mossoul faisant sept morts.
- 20 juillet 2005 : 6 morts et 25 blessés dans un attentat suicide à Bagdad.
- 24 juillet 2005 : un kamikaze au volant d'un camion contenant 220 kg d'explosifs fait sauter sa charge près d'un commissariat de police de l'est de Bagdad, faisant 40 morts.
- 25 juillet 2005 :
  - Double attentat à la voiture piégée à Bagdad, faisant 14 morts et 30 blessés.
  - Quatre membres d'une même famille sont abattus alors qu'ils faisaient de l'auto-stop à 95 kilomètres au nord de Bagdad.
- 26 juillet 2005 :
  - quatre soldats américains meurent lorsque leur véhicule saute sur une mine au sud-ouest de Bagdad[29].
  - seize ouvriers d'une compagnie de distribution d'eau sont tués dans l'attaque de leur autobus à 30 km à l'ouest de Bagdad[30].
- 27 juillet 2005 :
  - un attentat suicide fait cinq morts et dix blessés, à l'entrée de l'hôpital de Bagdad.
  - deux diplomates algériens, enlevés le 21 juillet, sont tués par Al-Qaïda[31].
- 28 juillet 2005 :
- deux soldats américains meurent en patrouille.
- six soldats irakiens meurent dans quatre attaques simultanées près de Bakouba.
- 29 juillet 2005 :
  - deux marines américains meurent dans l'Ouest du pays.
  - les forces américaines disent avoir tué neuf rebelles près de Bagdad.
  - 40 morts et 57 blessés, nouvelles recrues de l'armée, victimes d'un attentat-suicide revendiqué par Al-Qaïda, à Rabiah près de Mossoul[32].
- 30 juillet 2005 : 22 Irakiens, 2 Britanniques et 5 soldats américains meurent dans une série d'attentats.
- 31 juillet 2005 : cinq morts et dix blessés lors de l'explosion d'une voiture près d'Hadita.

### Août
- 1er août 2005 : 12 cadavres, pour certains décapités, sont découverts au sud de Bagdad.
- 2 août 2005 :
  - un attentat à la voiture piégée visant un convoi américain fait plusieurs morts et 29 blessés.
  - cinq civils sont tués dans l’embuscade de leur véhicule à l'ouest de Bagdad.
  - le chef du commissariat d'Abou Ghraib est abattu dans sa voiture.
  - une voiture piégée explose à Bakouba, tuant un enfant et blessant huit policiers.
  - le directeur de l'hôpital Khalous à Bakouba est abattu.
  - les soldats américains ouvrent le feu sur un camion citerne, tuant un Irakien et faisant deux blessés.
  - l'armée américaine annonce la mort de sept soldats dans la vallée de l'Euphrate.
  - attentat suicide à Mossoul faisant six morts.
- 3 août 2005 : 14 marines et leur traducteur meurent à l'ouest de Bagdad.
- 6 août 2005 :
  - l'armée américaine abat un kamikaze avant qu'il n'ai le temps de projeter son véhicule piégé. Les tirs blessent trois civils irakiens.
  - dans la province de Balil, un kamikaze fait exploser sa voiture piégée contre un poste de police, tuant deux soldats irakiens et blessant deux autres.
- 7 août 2005 :
  - un attentat à la voiture piégée contre un commissariat fait cinq morts et blessés à Tikrit.
  - la police irakienne tire sur la foule à Samaoua, tuant une personne.
  - un marine est tué lors de l'explosion d'une voiture piégée près de Falloujah.
- 9 août 2005 : un marine est tué à Bagdad.
- 10 août 2005 :
  - Six soldats américains sont tués et six autres blessés dans des attaques insurgées près de Baïdji dans le Nord du pays.
  - l'explosion d'une voiture piégée à l'ouest de Bagdad tue sept Irakiens.
- 12 août 2005 :
  - un soldat américain est tué lors d'une attaque à la bombe.
  - une explosion près d'une mosquée à l'ouest de Bagdad tue 4 personnes et fait au moins 19 blessés.
- 13 août 2005 : 10 personnes meurent dans différentes attaques à la bombe et fusillades.
- 14 août 2005 : 6 soldats américains meurent dans trois attentats à la bombe.
- 15 août août 2005 : un attentat suicide dans un restaurant de Bagdad fait 11 blessés.
- 17 août août 2005 : triple attentat à la voiture piégée à Bagdad, faisant 43 morts et 88 blessés.
- 30 août août 2005 : Bousculade sur un pont à Bagdad, provoquée par une fausse alerte à la bombe, durant le pèlerinage pour la célébration de l’anniversaire de la mort de l’imam Moussa Al-Kazem : 965 civils meurent et 815 sont blessés. Jour de deuil national décrété.

### Septembre
- 2 septembre 2005 : deux soldats américains meurent à Bagdad et un soldat à Iskandariyah.
- 3 septembre 2005 : 17 soldats irakiens sont tués vers Bakouba.
- 5 septembre 2005 : une trentaine d'hommes armés attaquent le ministère de l'Intérieur à Bagdad, tuant deux policiers et en blessant cinq.
- 6 septembre 2005 : trois soldats américains sont tués par l'explosion de bombes.
- 7 septembre 2005 : l'explosion d'une voiture piégée fait 16 morts et 20 blessés à Bassorah.
- 12 septembre 2005 :
  - 157 rebelles sont tués durant l'assaut de la ville de Tall Afar. 291 autres sont capturés.
  - un attentat à la voiture piégée à Bagdad fait 2 morts et 17 blessés.
- 14 septembre : "mercredi sanglant" : au moins 114 personnes sont tuées et 156 blessées à Bagdad dans 11 attentats-suicides perpétrés par les islamistes d'Abou Moussab Al-Zarkaoui[33]. Ce dernier a proclamé une guerre totale contre les musulmans chiites, qu'il désigne par le terme péjoratif de "Rafidha" et qui représentent la majorité de la population irakienne. Pendant ce temps, les forces américano-irakiennes combattent des rebelles dans les villes sunnites du nord du pays (opération "Restoring the rights").
- 17 septembre 2005 :Un attentat à la voiture piégée vise la communauté chiite sur le marché de Nahrawân à Bagdad. 30 Irakiens meurent et 38 autres sont blessés.
- 18 septembre 2005 :
  - un député kurde est abattu au nord de Bagdad.
  - 20 cadavres sont découverts dans une rivière au nord de Bagdad.
- 19 septembre 2005 : un journaliste irakien du New York Times est tué à Bassora.
- 20 septembre 2005 : neuf Américains, dont cinq soldats, sont tués près de Bagdad.
- 21 septembre 2005 : une bataille entre forces irakiennes et insurgés fait huit morts dans le quartier de Mansour à Bagdad.
- 22 septembre 2005 : l'explosion d'une bombe artisanale à Bagdad tue un soldat américain et en blesse six autres.
- 23 septembre 2005 : six personnes meurent dans l'explosion d'une bombe posée dans un minibus à Bagdad.
- 24 septembre 2005 : un attentat suicide à la voiture piégée tue deux soldats irakiens.
- 25 septembre 2005 : des attentats suicides à Bagdad, Hilla et Moussayyib font 23 morts et une vingtaine de blessés.
- 26 septembre 2005 : un attentat suicide contre le ministère du pétrole fait une vingtaine de morts.
- 27 septembre 2005 : le numéro 2 du réseau Al-Qaïda, Abou Azzam, est tué en Irak, pendant qu'un attentat suicide a Bakouba tue 10 personnes.
- 28 septembre 2005 : la première femme kamikaze irakienne se fait exploser à Tall Afar, devant un centre de recrutement de la police, faisant 5 morts et 53 blessés. Cet attentat, revendiqué par Al-Qaïda, survient une semaine après la reprise de Tall Afar par les forces américaines et irakiennes[33].
- 29 septembre 2005 : un triple attentat suicide à Balad fait 85 morts, dont 22 enfants et 35 femmes.
- 30 septembre 2005 : un attentat à la voiture piégée fait 10 morts et 38 blessés à Hilla, capitale de la province de Babil.

### Octobre
- 1er octobre 2005 : une vaste opération militaire est lancé dans l'ouest de l'Irak. Elle vise à assurer la sécurité du référendum sur la constitution prévu pour le 15 octobre.
- 7 octobre 2005 : le bilan humain pour l'US Army approche les 2 000 morts et 14 500 blessés. Le Pentagone investit plus de 14 millions de $ dans la recherche sur les prothèses, afin de permettre à un maximum de blessés de revenir au combat.
- 9 octobre 2005 : un attentat à la voiture piégée tue un enfant à Bassorah et blesse six personnes.
- 10 octobre 2005 : un convoi de la Ligue arabe est attaqué dans Bagdad, trois policiers de l'escorte sont tués.
- 11 octobre 2005 : Une série d'attentats-suicides, d'attentats à la bombe et de fusillades fait 53 morts et de nombreux blessés dans l'ensemble du pays. La principale action, un attentat-suicide sur le marché de Tall Afar, fait 30 morts et 45 blessés[34]. Cette flambée de violence intervient avant le référendum du 15 octobre sur la nouvelle constitution irakienne. Dans ce contexte violent, le gouvernement provisoire ordonne la fermeture de l'aéroport international de Bagdad, l'interdiction de la circulation automobile et la fermeture des administrations le jour du scrutin, ainsi qu'un couvre-feu de nuit.
- 12 octobre 2005 : un attentat-suicide fait 30 morts et 35 blessés dans un centre de recrutement de l'armée à Tall Afar au nord-ouest du pays, au lendemain d'un autre attentat-suicide sur le marché de cette ville et qui avait fait le même nombre de victimes. Six personnes sont également tuées lors de fusillades à Bagdad[35].
- 15 octobre 2005 : cinq soldats américains sont tués près de Ramadi, marquant l'ouverture du référendum sur la constitution de l'Irak; la journée est par ailleurs calme.
- 18 octobre 2005 : le parti Baas appelle à la violence contre les forces américaines. Ce communiqué intervient la veille de l'ouverture du procès de Saddam Hussein.
- 19 octobre 2005 : 19 Irakiens meurent à travers tous le pays, tous kurdes ou chiites.
- 20 octobre 2005 : trois marines américains ont été tués dans l'explosion d'une bombe dans l'ouest de l'Irak.
- 21 octobre 2005 : un avocat d'un coaccusé de Saddam Hussein, enlevé la veille, est retrouvé mort.
- 23 octobre 2005 : trois attentats à la voiture piégée et plusieurs bombes visent des soldats américains et les forces de sécurité irakiennes à Bagdad, ainsi qu'à Kirkouk, faisant huit morts et des dizaines de blessés.
- 24 octobre 2005 : triple attentat suicide à Bagdad contre des hôtels fréquentés par des journalistes, faisant 15 morts.
- 25 octobre 2005 : le jour de la proclamation du résultat du référendum constitutionnel, des attentats à la voiture piégée visant un responsable politique kurde et des peshmergas font 10 morts à As-Sulaymaniya, dans le Kurdistan irakien[36].
- 27 octobre 2005 : des miliciens chiites et insurgés sunnites s'opposent au sud-est de Bagdad. Ces affrontements font 23 morts, dont 2 policiers.
- 29 octobre 2005 : l'explosion d'une bombe près de Kirkouk tue deux policiers irakiens et en blesse trois autres.
- 31 octobre 2005 :
  - au moins 20 civils sont tués et 45 blessés par une voiture piégée à Bassora, dans une centre commercial récemment inauguré, pendant l'affluence de la fin du mois de ramadan[37].
  - six militaires américains sont tués par l'explosion de deux bombes au passage de leurs patrouilles.

### Novembre
- 1er novembre 2005 : le général de la police irakienne Khattab Abdallah Areb est blessé dans un attentat à la ceinture piégée à Kirkouk. L'auteur de l'attentat est un enfant d'une dizaine d'années[37].
- 2 novembre 2005 :
  - deux soldats américains meurent dans l'accident de leur hélicoptère près de Bagdad.
  - un attentat à la voiture piégée contre une mosquée de Moussayeb fait 23 morts et 46 blessés.
- 4 novembre 2005 : 15 Irakiens trouvent la mort lors d'attaque rebelles pendant la fête du Fitr.
- 5 novembre 2005 :
  - trois soldats américains trouvent la mort lors d'attaques à Bagdad.
  - les forces américaines et irakiennes lancent une vaste offensive nommée "Rideau de fer", près de la frontière syrienne.
- 7 novembre 2005 :
  - 36 rebelles (dont deux chefs du réseau Al-Qaïda) et un marine meurent à la frontière syrienne.
  - quatre militaires américains meurent dans un attentat suicide à la voiture piégée à Bagdad.
- 8 novembre 2005 : un deuxième avocat de Saddam Hussein est assassiné.
- 9 novembre 2005 : un double attentat à la voiture piégée fait au moins six morts à Bagdad.
- 10 novembre 2005 :
  - un double attentat suicide près d'un restaurant de Bagdad fait 33 morts et 19 blessés.
  - un attentat suicide à la voiture piégée fait 20 morts et 2 blessés dans un centre de recrutement de l'armée près de Tikrit.
  - un charnier contenant 27 corps d'Irakiens est découvert entre la ville de Kut et la frontière iranienne. Ils ont été exécutés et ont eu les mains attachées.
- 11 novembre 2005 : Un communiqué non authentifié du Parti Baas annonce le décès de Ezzat Ibrahim Al-Duri, l'ancien no 2 du régime de Saddam Hussein, le deuxième homme le plus recherché d'Irak pour avoir organisé la guérilla sunnite. L'information sera démentie plus tard.
- 12 novembre 2005 : première visite du secrétaire générale de l'ONU, Kofi Annan, à Bagdad depuis la chute du régime baasiste.
- 14 novembre 2005 : 3 attaques à la bombe font 11 morts.
- 18 novembre 2005 : : 2 attentats-suicides tuent 74 fidèles dans deux mosquées chiites de Khanaqin dans la province de Diyala[3],[19].
- 19 novembre 2005 :
  - Un attentat fait 35 morts et une cinquantaine de blessés à Abu Sayda près de Bakouba lors des obsèques d'un dignitaire chiite[38].
  - cinq militaires américains sont tués lors d'une attaque à la bombe près de Baïdji.
  - 15 civils irakiens auraient été tués par des marines près de la ville de Haditha, dans l’Ouest de l'Irak, après que leur véhicule eut été atteint par une bombe[39].
- 20 novembre 2005 :
  - Réunion interirakienne au siège de la Ligue arabe au Caire d’une centaine de représentants de divers groupes ethniques et religieux qui ont entamé une réunion de trois jours dans le but de progresser vers une réconciliation. Un accord pour la libération des prisonniers irakiens détenus sans inculpation, et d'un retrait progressif de l'armée des États-Unis d'Amérique[40].
  - huit membres d'une cellule d'Al-Qaeda sont abattus par les forces américaines ou se suicident à Mossoul.
- 21 novembre 2005 :
  - Un accord est obtenu sur une conférence de réconciliation nationale, qui doit être organisée en février 2006. Les dirigeants irakiens conviennent également qu'un calendrier devrait être fixé pour le retrait des troupes étrangères, et qu'une distinction doit être faite entre la résistance, droit légitime de tous les peuples, et le terrorisme, qui doit être condamné. L'organisation Al-Qaïda en Irak du Jordanien Abou Moussab Al-Zarqaoui dénonce la conférence et ses participants[41],[42].
- 22 novembre 2005 :
  - Kirkouk : un attentat-suicide fait au moins 18 morts, dont 4 policiers, et 28 blessés[43].
  - 16 Irakiens sont tués dans un attentat-suicide à Bagdad[44]
  - Tikrit : un obus de mortier tombe sans faire de victimes au milieu d'une cérémonie de remise d'un ancien palais présidentiel de Saddam Hussein, devenu une base américaine, aux autorités irakiennes [43].
  - Kanaan, près de Bakouba : une voiture piégée explose sur un marché, faisant 5 morts et 11 blessés. La bombe visait probablement un convoi militaire américain, mais a sauté juste après son passage[43].
- 24 novembre 2005 : un attentat à la voiture piégée fait au moins 22 morts et 26 blessés à Tall Afar à l'ouest de Mossoul[45].
- 26 novembre 2005 :
  - Au Caire, les représentants des factions irakiennes se réunissent pour plusieurs jours et poursuivent leurs travaux qui visent à réintégrer les sunnites dans le jeu politique et à isoler les insurgés, pour préparer une grande conférence de réconciliation nationale en Irak à une date à déterminer.
  - 16 civils sont tués dans deux attentats à la voiture piégée à Samarra et à Bagdad.
  - À Bassora, découverte du corps de l'universitaire sunnite Sheikh Nadir Jameel, chef de l'Association des lettrés musulmans, enlevé la veille[46].
- 27 novembre 2005 : quatre humanitaires, dont deux Canadiens, un Britannique et un Américain, sont enlevés.
- 28 novembre 2005 : Iyad Alizi et Ali Hussein, deux dirigeants politiques du Parti islamique irakien (sunnite), sont tués avec leurs gardes du corps dans l'ouest de Bagdad[47].
- 29 novembre 2005 :
  - une archéologue allemande et son chauffeur sont enlevés. Leurs ravisseurs menacent leurs vies si le gouvernement allemand ne cesse pas sa coopération avec le gouvernement irakien.
  - un mufti sunnite est abattu à Falloujah devant sa mosquée.
- 30 novembre 2005 : des hommes armés et cagoulés ouvrent le feu sur un minibus à Bakouba, faisant neuf morts.

### Décembre
- 1er décembre 2005 : plusieurs centaines d'insurgés attaquent à l'arme lourde une base militaire américaine près de Ramadi.
- 2 décembre 2005 : 10 soldats américains sont tués à Falloujah dans un attentat à la bombe.
- 3 décembre 2005 : 19 militaires irakiens meurent dans une embuscade dans la région d'Adhaim.
- 4 décembre 2005 : trois civils sont tués dans un attentat à la bombe à Bagdad.
- 5 décembre 2005 : un ingénieur français est enlevé.
- 6 décembre 2005 :
  - un attentat suicide contre l'académie de police fait 43 morts et 73 blessés.
  - un attentat suicide devant un café à Bagdad fait trois morts.
  - un consultant américain est enlevé en Irak.
- 8 décembre 2005 :
  - un attentat suicide dans un bus à Bagdad fait 30 morts et 40 blessés.
  - un des otages américains aurait été assassiné.
- 10 décembre 2005 : quatre soldats américains sont tués ce jour dans toute l'Irak.
- 11 décembre 2005 : La guérilla baassiste demande aux chiites irakiens d'aller voter lors des élections législatives et se proposent même d'aller défendre les bureaux de vote contre les attaques kamikazes d'Al-Qaïda[48].
- 13 décembre 2005 : quatre soldats américains sont tués par l'explosion d'une bombe au passage de leur patrouille au nord-ouest de Bagdad.
- 19 décembre 2005 : trois attentats à la bombe ont lieu dans les villes de Bagdad, Bassora et Mouqdadiyah dans la province de Diyala.
- 23 décembre 2005 :
  - un attentat suicide contre une mosquée du nord-est de Bagdad fait dix morts et quatre blessés.
  - un groupe de 6 Soudanais, dont un membre de l'ambassade du Soudan, est enlevé à Bagdad.
- 25 décembre 2005 : deux soldats américains meurent à la suite de l'explosion d'une bombe artisanale à Bagdad.
- 26 décembre 2005 : cinq attentats par voitures piégées font 19 morts et une quinzaine de blessés.
- 28 décembre 2005 :
  - au moins neuf personnes meurent dans la tentative d'évasion d'une prison de haute sécurité de Bagdad.
  - le rapt de l'ingénieur français Bernard Planche est revendiqué par un groupe inconnu.
- 29 décembre 2005 : 18 Irakiens meurent dans deux attaques, dont 14 chiites.

## 2006

### Janvier
- 4 janvier 2006 :
  - Dans la ville chiite de Kerbala, un attentat-suicide fait 44 morts.
  - À Ramadi, à l'ouest de Bagdad, un attentat-suicide contre un centre de la police fait 67 morts[19].
- 9 janvier 2006 : un double attentat-suicide à Bagdad devant le ministère de l'Intérieur fait 29 morts et 18 blessés, pour la plupart des policiers. Il est revendiqué par une branche d'Al-Qaïda[49].

### Février

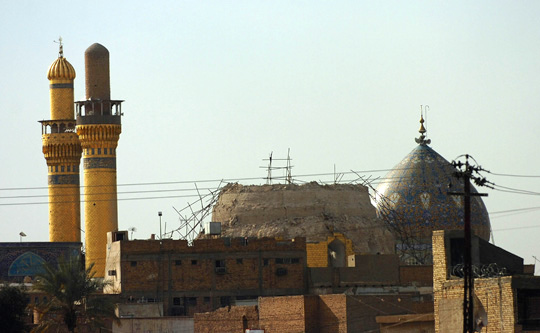
Le sanctuaire Al-Askari après un premier attentat le 22 février 2006. Un autre attentat frappe ses deux minarets le 13 juin 2007. Ces actes déclencheront d'importantes violences interconfessionnelles.

- 22 février 2006 : début de la guerre des mosquées[50] partie de la ville de Samarra, lieu de pèlerinage pour les musulmans chiites ; un attentat a en partie détruit le sanctuaire Al-Askari, mausolée de Ali al-Hadi à Samarra et de Hasan al-Askari, respectivement le dixième et le onzième imams chiites. De violences interreligieuses frappent ensuite l'Irak : plusieurs mosquées sunnites sont attaquées en représailles. Le gouvernement irakien décrète un deuil officiel de trois jours.

### Mars
- 12 mars 2006 : une série d'attentats à la bombe et de tirs d'armes à feu fait au moins 52 tués et 125 blessés à Bagdad[51].
- 13 et 14 mars 2006 : au moins 80 cadavres, portant des marques de liens et de tortures, sont trouvés en deux jours autour de Bagdad[52].
- 26 mars 2006 : 30 cadavres, pour la plupart décapités, sont trouvés près de Bakouba au nord-est de Bagdad[53].
- 27 mars 2006 : un attentat visant des recrues irakiennes fait au moins 30 morts dans une caserne des forces américaines et irakiennes à Bagdad[54].

### Juin
- 13 juin 2006 : une série d'attentats à Kirkouk fait au total entre 18 et 24 morts et au moins 45 blessés. Une voiture-suicide fait 13 morts dans un marché fréquenté par des Turkmènes chiites. Le même jour, 5 voitures-suicides visent un général et un colonel de la police ainsi que des patrouilles de police[55].

### Septembre
À la suite du discours de Ratisbonne prononcé par le pape Benoît XVI le 12 septembre et ressenti par certains islamistes comme une attaque contre l'islam, une vague d'enlèvements et d'attentats frappe les chrétiens irakiens.

### Octobre
L'Organisation de la coopération islamique (OCI) rédige le « document de La Mecque ». Signé par des dignitaires irakiens chiites et sunnites, le texte lance un appel à la fin des violences interconfessionnelles, à la libération de tous les otages et à la préservation de l’unité de l'Irak.

### Novembre
Voir 23 November 2006 Sadr City bombings (en)
- 23 novembre 2006 : à Bagdad, une série d'attentats et d'attaques à la mitrailleuse et au mortier fait au moins 200 morts[3] dans le quartier chiite de Sadr City. Une heure plus tard, des obus de mortier sont lancés sur le quartier sunnite d'Adhamiyah. Dans les jours qui suivent, les représailles des miliciens chiites font une cinquantaine de morts parmi les sunnites torturés, égorgés ou abattus[3].

### Décembre
- 2 décembre 2006 : un triple attentat à l'explosif fait au moins 51 morts et 90 blessés dans le quartier de Sadriya à Bagdad[58].
- 12 décembre 2006 : un double attentat à l'explosif fait au moins 57 morts et 150 blessés parmi des travailleurs qui cherchaient une embauche place Tayran à Bagdad[59].
- 30 décembre 2006 :
  - Un attentat à la voiture piégée tue au moins 30 personnes sur un marché à Koufa, ville chiite au sud de Bagdad[60].
  - Trois attentats à la voiture piégée font au moins 25 morts et 65 blessés dans le quartier mixte de Hourriya à Bagdad[60].

De 2003 à 2006, selon le ministère irakien de l'Enseignement supérieur et de la recherche, 160 universitaires ont été assassinés. Selon l'ONG Medicact, 120 médecins et 80 pharmaciens ont été tués pendant cette période. Les membres des professions intellectuelles et les hommes d'affaires sont fréquemment visés par les meurtres et les enlèvements, soit pour raisons idéologiques, soit en vue de demandes de rançon, le paiement ne garantissant pas que la victime sera relâchée vivante.

## 2007

### Janvier
- 20 janvier 2007 :
  - Diyala : Un hélicoptère de l'armée américaine s'écrase au nord-est de Bagdad, ses 12 occupants périssent. On ne connaît pas les causes de l'accident.
  - Kerbala : neuf soldats américains sont tués et trois blessés par des miliciens.
- 21 janvier 2007 :
  - Bagdad : L'explosion d'une bombe à bord d'un bus fait six morts et 15 blessés.
  - Bassorah : un soldat britannique tué et quatre autres blessés dans des combats.
- 22 janvier 2007 :
  - Bagdad : Un double attentat à la voiture piégée fait 88 morts et 160 blessés dans le centre-ville.
  - Bakouba : 15 personnes tuées et 40 blessées dans l'explosion d'une bombe sur un marché.
- 28 janvier 2007 :
  - Kirkouk : Au moins seize personnes sont tuées et 30 blessées au cours de deux attentats à la voiture piégée.
  - Plus de 200 miliciens d'une secte chiite messianique sont tués, 200 autres blessés et 600 personnes (dont femmes et enfants) détenus, après des combats qui les ont opposés au nord de Najaf aux forces irakiennes, soutenues par les Américains. Une partie des prisonniers est libérée à la suite de leur disculpation quant à leur appartenance à cette milice.
- 30 janvier 2007 : à Anbâr, fief insurgé à l'ouest de Bagdad, cinq soldats américains sont tués au combat.
- 31 janvier 2007 :
  - huit civils sont tués et 21 blessés à Bagdad, lors des explosions de trois voitures piégées. De plus, quatre habitants du quartier sunnite d'Adhamiyah sont tués et 20 blessés par des obus de mortier. Les corps de quatre universitaires, enlevés le 28, sont retrouvés, assassinés.
  - Ezzi (environ 100 km au nord-est de Bagdad): un camion citerne conduit par un kamikaze a explosé, blessant douze soldats dont six grièvement.
  - Mossoul : une voiture piégée explose au passage d'une patrouille de police, tuant un policier et en blessant trois autres.
  - Kirkouk : une bombe explose au passage d'une patrouille de l'armée irakienne, tuant un soldat et en blessant deux autres.
  - Saouira : quatre policiers sont blessés par l'explosion d'une bombe. Les corps de trois personnes non identifiées, tuées par balles, sont aussi découverts.

### Février
- 1er février 2007 :
  - Hilla (120 km au sud de Bagdad): Deux kamikazes se font exploser en fin d'après-midi dans un marché, faisant 57 morts et 138 blessés parmi la population.
  - Bagdad : Des attaques sporadiques (au mortier et au minibus et à la voiture piégés) provoquent la mort de 20 personnes. Les bilans font aussi état de 28 blessés.
- 3 février 2007 :
  - Bagdad : Attentat suicide au camion piégé visant un marché dans le quartier chiite d'Al-Sadriya à Bagdad. Bilan : 135 morts au moins, et plus de 305 blessés. Sous la violence de l'explosion (1 tonne d'explosifs) des bâtiments s'écroulent. Le premier ministre irakien Nouri al-Maliki attribue cette action aux partisans de Saddam Hussein et autres extrémistes sunnites basés en Syrie[62].
  - Kirkouk : Dans la nuit, la cité pétrolière du Nord de l'Irak connaît 11 attaques terroristes, qui provoquent la mort de 11 personnes et 37 blessés.
  - Taji, au nord de Bagdad : un hélicoptère américain est abattu. C'est le quatrième en deux semaines[63].
- 4 février 2007 : à Bagdad, au moins 11 personnes sont tuées, dont 4 policiers, au cours de quatre attentats et d'une fusillade dans différents quartiers.
- 18 février 2007 : à Bagdad, 3 attentats à la voiture piégée font 56 morts et environ 140 blessés dans les quartiers de Nouvelle-Bagdad (es), de population majoritairement chiite et chrétienne, et Sadr City, de population chiite[64].
- 27 février 2007 : plusieurs attentats en Irak font plus de 40 morts au total.
  - Al-Ramadi : une voiture piégée explose dans un parc, faisant 18 tués, pour la plupart des enfants.
  - Mossoul: un camion-suicide explose devant un poste de police, tuant six agents.
  - Bagdad: une voiture piégée et une mine explosent, faisant cinq morts chacune.
  - Au sud-est de Bagdad, l'explosion d'une mine tue trois soldats américains[65].

### Mars
- 6 mars 2007 : une série de violences fait plus de 140 morts en Irak.
  - Hilla, au sud de Bagdad : un double attentat-suicide fait au moins 117 morts et 173 blessés parmi des pèlerins chiites[66].
  - Bagdad et aux environs: d'autres attentats contre des pèlerins chiites font au moins 28 morts[66].
  - Mossoul : des hommes armés attaquent une prison et libèrent 140 détenus[66].
- 27 mars 2007 : une nouvelle série de violences fait plus de 100 morts en Irak.
  - Tall Afar, dans la province de Mossoul: deux attentats au camion piégé font 55 morts dans les quartiers chiites de la ville.
  - Ramadi, ville à majorité sunnite à l'ouest de Bagdad : un attentat-suicide fait 17 tués.
  - Bagdad : des attaques au fusil et au mortier font environ 20 tués.
  - Iskandariya, au sud de Bagdad : des hommes armés attaquent un cortège funèbre, faisant quatre tués.
  - Kirkouk : deux religieuses catholiques sont poignardées[67].
- 28 mars 2007 : pendant la nuit, des hommes armés attaquent les quartiers sunnites de Tall Afar, faisant plus de 50 tués. Les autorités y voient une action de représailles après les attentats de la veille[68].
- 29 mars 2007 : plusieurs attentats en Irak font plus de 100 morts au total.
  - Bagdad : un attentat-suicide fait 60 morts et des dizaines de blessés dans un marché du district chiite de Shaab.
  - Al Khalis : dans cette ville à majorité chiite au nord de Bagdad, plusieurs explosions font 40 morts et au moins 80 blessés[69].

### Avril
- 18 avril 2007 : une série d'attentats dans Bagdad fait plus de 160 morts. Le plus meurtrier, dans le quartier chiite de Sadr City, fait 115 morts et 120 blessés[70].
- 22 avril 2007 : à Mossoul, des hommes armés non identifiés interceptent un autocar et abattent 23 passagers appartenant à la minorité religieuse des Yézidis[71].

### Mai
- 9 mai 2007 : à Erbil, un attentat au camion piégé fait au moins 14 tués et 87 blessés devant le ministère de l'Intérieur de la Région du Kurdistan[72].
- 13 mai 2007 : à Makhmur, dans la province d'Erbil, un attentat-suicide survient devant les bâtiments de la mairie, de la police et du Parti démocratique du Kurdistan pendant une réunion officielle, faisant au moins 32 morts et 115 blessés[72].

### Juin
- 13 juin 2007 : un attentat à la bombe contre le sanctuaire Al-Askari de Samarra, lieu sacré des chiites déjà attaqué en février 2006, provoque l'effondrement de deux minarets. Le parti chiite de Moqtada al-Sadr suspend sa participation au gouvernement tout en appelant à restaurer l'unité nationale et à reconstruire les lieux sacrés sunnites et chiites[73].
- 21 juin 2007 :
  - cinq soldats américains, un interprète et trois civils irakiens tués par une bombe de bord de route à Bagdad[74].
  - seize personnes tuées par un camion-suicide près de la mairie de Sulaiman Bek, localité peuplée principalement de Turkmènes dans la province de Salah ad-Din[74].
- 28 juin 2007 :
  - vingt corps d'hommes décapités sont trouvés près de Bagdad[75].
  - Un attentat à la voiture piégée fait 25 morts et 40 blessés dans une station de minibus du quartier chiite de Bayaa, à Bagdad[76].

### Juillet
- 27 juillet 2007 : un attentat à la voiture piégée fait au moins 20 morts et plus de 60 blessés dans le quartier commerçant de Karrada, dans le centre de Bagdad[77].

### Août
- 14 août 2007 : les attentats de Qahtaniya, visant la minorité religieuse des Yézidis, font 572 morts et 1 562 blessés, ce qui constitue la plus grande attaque terroriste depuis les attentats du 11 septembre 2001.

## 2008
- 1er février 2008 : à Bagdad, au milieu des marchés d'Al-Ghazil et Jadida, un double attentat-suicide commis par deux femmes portant des ceintures d'explosifs fait 99 morts et plus de 200 blessés[78].
- 23 mars 2008 : Abdallah al-Ajmi, ex-détenu koweïtien de Guantanamo (arrêté en décembre 2001 à l'âge de 23 ans, alors qu'il était simple soldat dans les forces talibanes), meurt dans un attentat-suicide près de Mossoul ; 13 soldats irakiens sont tués et 42 autres blessés[79].
- 14 avril 2008 : un attentat à la voiture piégée fait 40 morts à Bakouba sans la province de Diyala[80].
- 17 avril 2008 : un attentat pendant un enterrement, dans un village de la province de Diyala, fait au moins 49 morts et 50 blessés dont des membres d'une milice locale luttant contre Al-Qaïda[80].
- 4 juin 2008 : un attentat au camion-suicide contre la maison d'un général de la police, dans le quartier chiite d'Al-Shaab à Bagdad, fait au moins 15 morts et 65 blessés et provoque l'effondrement de plusieurs maisons[81].
- 28 juillet 2008 : plusieurs attentats font plus de 40 tués.
  - Bagdad : trois attentats-suicides commis par des femmes font 24 morts et 70 blessés dans un pèlerinage chiite[82].
  - Kirkouk : une explosion fait 20 morts et 50 blessés parmi des manifestants qui protestaient contre une nouvelle loi sur le gouvernement provincial[82].
- 11 décembre 2008 : un attentat-suicide fait au moins 45 morts et 93 blessés dans un restaurant kurde, près de Kirkouk, pendant la fête d'Aïd al-Adha[83].

## 2009

### Janvier 2009
- 4 janvier 2009 : un attentat-suicide commis par une femme fait 35 morts et 79 blessés parmi les pèlerins chiites, pour la plupart iraniens, dans le quartier chiite de Khadimiya à Bagdad[84].
- 6 janvier 2009 : assassinat de Subhi Hassan, représentant de l'Union patriotique du Kurdistan à Mossoul[85].
- 18 janvier 2009 : attentat-suicide à Qayyarah, au sud de Mossoul, qui tue Hassan Zaidan al Lihebi, le no 2 du Front du dialogue national, un parti sunnite[86].
- 29 janvier 2009 : trois candidats des partis sunnites sont assassinés à Mossoul, à Bagdad et dans la province de Diyala, deux jours avant les élections provinciales[87].

### Février 2009
- 5 février 2009 : alors que les élections provinciales du 31 janvier s'étaient déroulées sans violence le jour du vote, un attentat-suicide commis par une femme fait 16 morts et 13 blessés dans une fête kurde à Khanaqin dans la province de Diyala, région disputée entre Arabes et Kurdes[88].
- 9 février 2009 : un attentat-suicide près de Mossoul tue quatre soldats américains[89],[90].

### Mars 2009
- 8 mars 2009 : un attentat-suicide contre la principale école de police de Bagdad fait 28 tués et 57 blessés [91]. Cette action est revendiquée par l'État islamique d'Irak[92].
- 10 mars 2009 : un attentat-suicide fait au moins 33 morts et 52 blessés sur un marché d'Abou Ghraïb, dans la banlieue ouest de Bagdad, pendant un rassemblement de chefs tribaux[93].
- 19 mars 2009 : assassinat de Faysal Abdullah al-Samarai, dirigeant du Parti islamique irakien, un parti sunnite légal, dans le quartier sunnite d'Adhamiyah à Bagdad[94].
- 26 mars 2009 : un attentat à la voiture piégée fait au moins 16 tués et 35 blessés, dont des femmes et des enfants, dans le district de Shaab à Bagdad[95].

### Mai 2009
- mai 2009 : le ministère de la Santé irakien annonce que 134 Irakiens ont été tués en mai 2009, soit le chiffre le plus bas jusqu'ici depuis l'invasion de 2003, et le porte-parole de l'armée américaine en Irak annonce que 13 attaques importantes ont eu lieu [Quand ?][96].

### Juin 2009
- 21 juin 2009 : attentat-suicide à Taza, région turkmène, près de Kirkouk : 72 morts et plus de 200 blessés. C'est l'attentat le plus meurtrier en Irak depuis 18 mois[97].

### Août 2009
- 10 août 2009 :
  - Deux camions piégés explosent dans le village de Khaznah, à l'est de Mossoul, habité principalement par des Shabaks, minorité religieuse de langue kurde, faisant 28 morts et 155 blessés[98].
  - Deux voitures piégées explosent à Bagdad à deux endroits différents, faisant 16 tués et 81 blessés.
- 13 août 2009 : un double attentat suicide fait au moins 20 morts dans la ville de Sinjar, habitée principalement par des membres de la minorité religieuse des yézidis[99].
- 19 août 2009 : Sextuple attentat à Bagdad, qui fait 95 morts et plus de 550 blessés : c'est l'attentat le plus grave à Bagdad depuis le 1er février 2008, deux des bombes étant posées devant les ministères irakiens des Finances et des Affaires étrangères, au cœur de la zone verte[100]. Les autorités irakiennes accusent d'abord des hauts responsables du Parti Baas en exil en Syrie, mais l'État islamique d'Irak revendique le 25 août les attentats[101]. Le premier ministre Nouri al-Maliki limoge à la suite de ces attaques près de 12 000 fonctionnaires de l’Intérieur et de la Défense, soupçonnés d’accointances avec les réseaux baasistes[102].
- 24 août 2009 : deux minibus explosent près de Kut, dans le Sud de l'Irak (région majoritairement chiite), et font au moins 11 morts[103].

### Octobre 2009
- 25 octobre 2009 : à Bagdad, un double attentat à la voiture-suicide, près des ministères de la Justice et de l'Administration locale et du siège du gouvernement provincial, fait 155 morts et 500 blessés. C'est l'attentat le plus meurtrier en Irak depuis deux ans[104],[105],[106].

### Décembre 2009
- 1er décembre 2009 : le général Mohammed Khader, officier du renseignement militaire et membre de l'Union patriotique du Kurdistan, est assassiné par des hommes armés à Kirkouk[107].
- '8 décembre 2009 : Une série d'attentats coordonnés fait au moins 112 morts et plus de 400 blessés à Bagdad. Parmi les lieux visés se trouvent les ministères des Finances, des Affaires étrangères et de l'Industrie[108].

## 2010
- 1er février 2010 : 41 tués et une centaine de blessés dans un attentat-suicide contre des pèlerins chiites à Bagdad.
- 4 février 2010 : environ 20 pèlerins chiites tués dans un attentat.
- 5 février 2010 : 31 morts et 95 blessés à Kerbala dans un double attentat contre des pèlerins[109].
- 13 février 2010 : cinq attentats à la bombe contre des permanences électorales de cinq partis laïcs font huit blessés[110].
- 4 avril 2010 : à Bagdad, trois attentats à la voiture piégée, dont deux visent les ambassades d'Égypte et d'Iran, font 30 morts et au moins 224 blessés[111].
- 23 avril 2010 : à Bagdad, plusieurs attentats visant une permanence du parti sadriste, un marché et des mosquées chiites font 58 morts et 70 blessés dans les quartiers chiites de Sadr City et Hourriya[112].
- 10 mai 2010 : Environ 60 attaques d'Al-Qaïda font au moins 110 morts et 500 blessés parmi la population civile et les forces de sécurité dans plusieurs villes d'Irak. C'est la vague d'attentats la plus importante depuis 2007[113].
- 18 juillet 2010 : double attentat-suicide contre les Sahwa, une milice sunnite pro-gouvernementale. Le premier vise une base militaire de Radwaniya, une localité à majorité sunnite à 25 kilomètres à l'ouest de Bagdad, et tue 43 personnes et en blesse 40. Le deuxième a lieu à Qaïm, à 340 km à l'ouest de Bagdad, près de la frontière syrienne. Deux miliciens sahwa et un policier ont péri, et six personnes ont été blessées, dont deux policiers[114].
- 31 octobre 2010 : la veille de la Toussaint, une prise d'otage dans la cathédrale Sayidat al-Najat (Notre-Dame du perpétuel secours) à Bagdad se transforme en véritable bain de sang : les preneurs d'otages se font sauter avec leurs vestes d'explosifs lorsque les forces de sécurité donnent l'assaut. 46 fidèles sont tués dont cinq femmes, sept enfants et deux prêtres. Al-Qaïda revendique cet attentat[115].

## 2011
- 27 janvier 2011 : un attentat à la voiture piégée pendant des funérailles fait 48 morts et des dizaines de blessés dans un quartier chiite de Bagdad[116].
- 13 février 2011 : un attentat contre un autocar de pèlerins chiites près de Samarra fait 33 morts[117].
- 29 mars 2011 : un groupe armé porteur de charges explosives prend en otage le conseil provincial de Salah ad-Din à Tikrit, faisant 58 morts et près de 100 blessés[118].
- 8 avril 2011 : assassinat par un groupe armé à Bagdad de Taha Al-‘Alawi, directeur de la chaîne satellitaire Al-Masar TV, et Abed Farhan Dhiab, directeur du Comité des prisonniers politiques d’Irak. C'est le cinquième journaliste tué en Irak depuis le début de 2011[119].
- 5 mai 2011 Un attentat contre un poste de police à Hilla, au sud de Bagdad, cause la mort de 24 policiers, dont cinq capitaines et deux lieutenants. L'attaque est revendiquée le 9 mai par l'État islamique d'Irak[120].
- 7 mai 2011 : une mutinerie dans une prison de Bagdad fait au moins 18 morts dont un chef d'Al-Qaïda, organisateur présumé de la prise d'otage de la cathédrale de Bagdad le 31 octobre 2010[121].
- 3 juin 2011 : un attentat contre une mosquée sunnite de Tikrit fait au moins 17 morts[122].
- 14 juin 2011 : un groupe armé porteur de charges explosives attaque le siège du gouvernement de la province de Diyala, au nord-est de Bagdad, faisant au moins neuf morts et quinze blessés[123].
- 21 juin 2011 : un double attentat à la voiture piégée contre la maison du gouverneur de Diwaniya, au sud de Bagdad, fait plus de 20 morts et 30 blessés[124].
- 15 août 2011 : 74 morts et 200 blessés dans une vague d'attentats dans 17 villes[125].

Au total, les violences en Irak pendant le mois d'août 2011 causent la mort de 155 civils, 45 policiers et 39 militaires, soit 239 personnes. En revanche, août 2011 est le premier mois sans pertes américaines depuis le début de la guerre.
- 28 octobre 2011 : 32 morts et 70 blessés dans le nord de Bagdad[127].
- Novembre : 187 morts dans les violences[128]..
- 22 décembre 2011 : Au moins 63 morts et 185 blessés dans dix attentats à Bagdad.
- 26 décembre 2011 : un attentat à la voiture-suicide contre le ministère de l'Intérieur fait au moins 5 morts et 30 blessés à Bagdad[129].

## 2012

### Janvier
- 5 janvier 2012 : 61 morts dans au moins 6 attentats à Bagdad.
- 14 janvier 2012 : à Bassora, un kamikaze avec une ceinture d'explosifs cause 53 morts et 137 blessés parmi des pèlerins chiites[130].
- 25 janvier 2012 : à Bagdad, assassinat de Mullay Nadim al-Juburi, un des chefs de la milice sunnite pro-gouvernementale Sahwa[131].
- 26 janvier 2012 : à Musayyib (en) dans la province de Babil, un attentat contre une maison habitée par deux policiers fait 10 morts, dont des femmes et des enfants[132].

### Février
- 19 février 2012 : à Bagdad, un attentat-suicide devant l'école de police fait au moins 18 morts et 20 blessés parmi les recrues[133].

### Mars
- 20 mars 2012 : une série d'attentats fait 45 morts à Kerbala, Kirkouk, Bagdad et autres villes.

### Avril
- 19 avril 2012 : une série d'attentats fait 37 morts à Bagdad et dans le nord et l'ouest de l'Irak, comprenant 14 voitures piégées, 13 bombes, 3 attentats-suicides et 3 attaques armées[134].

### Juillet
- 22 juillet 2012 : Au moins 17 morts et 97 blessés, notamment à Mahmoudiya[135].
- 23 juillet 2012 : 107 morts dans 27 attaques[136].
- 29 juillet 2012 :  200 morts dans 14 attentats à Bagdad.

### Août
- août 2012 : Dizaines de morts et de blessés dans des attaques[137],[138].

### Septembre
- 9 septembre 2012 : une vague d'attentats à travers le pays font au moins 108 tués et 370 blessés[139],[140],[141].
- 10 septembre 2012 : l'explosion d'une bombe en bord de route fait au moins seize morts, dont cinq femmes et trois enfants, et vingt-deux blessés dans un autocar se rendant de Bassora à Nassiriya, dans le sud de l'Irak[142].
- 30 septembre 2012 : plusieurs attentats font 37 tués et plus de 90 blessés, dont une majorité de civils[143].

### Octobre
- 26 au 28 octobre 2012 : pendant les trois jours de la fête de l'Aïd al-Adha, une série d'attentats, dirigés principalement contre les chiites, fait 44 morts et plus de 150 blessés. Ces actions sont revendiquées par Al-Qaïda[144].

### Décembre
- 16 décembre 2012 : une série d'attentats fait au moins 48 morts et 110 blessés dans plusieurs localités d'Irak. Parmi les cibles visées, une voiture piégée fait sept morts dans le village de Khaznah près de Mossoul, habité par la minorité religieuse des Shabaks. À Touz Khormatou, un double attentat contre une mosquée chiite fait cinq morts[145].
- 31 décembre 2012 : une série d'attentats par bombes, voitures piégées et obus fait au moins 22 morts et 83 blessés dans 13 villes d'Irak, principalement dans les provinces de Kirkouk, Diyala et Babylone. La plupart visent des pèlerins chiites à la veille de la fête chiite d'Arbaïn[146].

## 2013

### Janvier
- 3 janvier 2013 : un attentat à la bombe à Musayyib tue 28 pèlerins chiites et en blesse 60 autres alors qu'ils retournaient à Kerbala[147].
- 16 janvier 2013 : une série d'attentats fait au moins 33 morts et 245 blessés, visant principalement les locaux des deux grands partis kurdes, le Parti démocratique du Kurdistan à Kirkouk et l'Union patriotique du Kurdistan à Touz Khormatou[148].
- 22-23 janvier 2013 : une vague d'attentats à Bagdad fait 26 tués et 58 blessés[149].
- 23 janvier 2013 : un attentat-suicide fait 42 morts et 75 blessés dans une mosquée chiite de Touz Khormatou[149].

### Février
- 3 février 2013 : un groupe armé comprenant une voiture-suicide attaque le quartier général de la police à Kirkouk, faisant 30 morts et 70 blessés[150].
- 16 février 2013 : un général des services de renseignements est tué dans un attentat-suicide à Tall Afar[151].

### Mars
- 4 mars 2013 : embuscade d'Akachat contre un convoi de l'armée syrienne défendu par des soldats irakiens.
- 19 mars 2013 : une série d'attaques coordonnées contre des civils chiites fait 98 morts et 240 blessés à Bagdad et dans les autres villes du nord du pays[152]. L'État islamique d'Irak revendique ces attentats[153].

### Avril
Les violences en Irak ont fait au total 460 morts pendant le mois d'avril 2013.

### Mai
- 15 mai 2013 : des insurgés attaquent neuf magasins d'alcool dans l'ouest de Bagdad, tuant 12 personnes[155].
- 15 mai 2013 : 33 personnes dont 3 officiers de police sont tués dans les quartiers chiites de Bagdad[156].
- 16 mai 2013 : des attentats à la voiture piégée dans les quartiers chiites de Bagdad font 17 tués[157].
- 17 mai 2013 : plusieurs attentats à la bombe visant des sunnites font au moins 76 morts à travers le pays[158].
- 20 mai 2013 : déclenchement de l'opération al-Shabah par les forces irakiennes afin de sécuriser les frontières syrienne et jordanienne.
- 27 mai 2013 : une série d'attaques coordonnées à travers le pays font 71 morts et plus de 220 blessés[159].Ces attentats, non revendiqués, visent principalement les quartiers chiites[160].

L'ONU estime que plus de 1 000 Irakiens ont péri dans les violences en mai 2013, mois alors le plus sanglant du conflit depuis 2008.

### Juin
- 1er juin 2013 : les autorités irakiennes annoncent avoir déjoué une tentative par Al Qaïda d'utiliser des armes chimiques[162].
- 6 juin 2013 : des hommes armés attaquent un bus dans la province d'Al-Anbar, tuant 13 policiers et 5 civils irakiens[163].
- 7 juin 2013 : deux attentats-suicides font 19 morts à Bagdad[164].
- 16 juin 2013 : une série d'attentats à la voiture piégée dans le centre et le sud du pays font 20 morts[165].
- 18 juin 2013 : un double attentat-suicide visant une mosquée chiite fait 31 morts et 60 blessés dans le district d'al-Qahira à Bagdad[166].
- 19 juin 2013 : un attentat-suicide frappe une mosquée sunnite de Bakouba dans la province de Diyala[167].
- 25 juin 2013 : un double attentat-suicide à Bagdad, faisant au moins huit morts et des dizaines de blessés, frappe des manifestants turkmènes qui protestaient contre l'insécurité dans la localité à peuplement mixte de Touz Khormatou[168].
- 20 juillet 2013 : Dix attentats à la voiture piégée font au moins 60 morts et 190 blessés à Bagdad[167].

### Juillet
- 12 juillet 2013 :
  - Kirkouk : un attentat-suicide dans un café fait au moins 38 morts et 25 blessés[169].
  - Mossoul : une voiture-suicide tue 4 policiers et en blesse 2 autres à un poste de contrôle[169].
  - Sharqat, au nord-ouest de Bagdad : le général de police Sabri Abed Issa est tué par des hommes armés[169].
- 25 juillet 2013 : Deux attentats à la voiture piégée dans les villes irakiennes de Nawfel et Al-Mada'in (en) et d'autres explosions font 17 morts et 25 blessés[170].
- 28 juillet 2013 : une voiture-suicide tue 8 policiers kurdes à Touz Khormatou, ville ethniquement mixte dans le nord de l'Irak[171].

### Septembre-octobre
- 29 septembre 2013 : un commando-suicide se fait exploser au siège des services de sécurité du Kurdistan irakien à Erbil, faisant 6 morts parmi les gardes et plus de 60 blessés. C'est le premier attentat depuis 2007 dans une région généralement épargnée par les violences[172].
- octobre 2013 : Les violences ont fait un total de 964 personnes tuées. 855 civils, 65 policiers et 44 soldats ont été tués, selon des chiffres compilés par les autorités irakiennes. Il s'agit du mois le plus meurtrier depuis 2008[173].

### Décembre
- 5 décembre 2013 : à Kirkouk, des attaques de groupes armés contre le service de renseignements de la police et contre un centre commercial font 11 morts et 70 blessés[174].
- 21 décembre 2013 : 18 officiers et soldats irakiens sont tués (dont le général Mohammed al-Karawi commandant la 7e division) et 30 autres blessés dans un attentat à la bombe à Rutbah dans la province d'Al-Anbar[175],[176].
- 23 décembre 2013 : une attaque au mortier contre une base de l'armée à l'ouest de Bagdad tue quatre officiers et deux soldats irakiens[177].
- 25 décembre 2013 : 34 personnes sont tuées et 50 autres blessés dans trois attentats à la bombe visant les quartiers chrétiens de Bagdad[178].
- 29 décembre 2013 : série d'attentats visant les forces de sécurité.
  - Mossoul: deux attentats tuent 15 militaires, dont un général, et un enfant.
  - Abou Ghraïb : une attaque contre un poste de contrôle fait quatre tués parmi les miliciens sahwa[179].

## 2014

### Janvier
- 5 janvier 2014 : à Bagdad, une série d'attentats fait au moins 15 morts et 40 blessés[180].
- 9 janvier 2014 : un attentat-suicide à Bagdad contre un centre de recrutement de l'armée irakienne fait 23 morts et 30 blessés[181].
- 12 janvier 2014 : à Bagdad, un nouvel attentat contre un centre de recrutement fait au moins huit morts[181].

### Février
- 10 février 2014 : dans un camp d'entraînement clandestin de djihadistes sunnites près de Samarra, un exercice de formation aux attentats provoque une explosion accidentelle, faisant au moins 21 tués et 15 blessés parmi les djihadistes[182].

### Juin
- 8 juin 2014 : à Jalula dans la province de Diyala, un attentat-suicide visant le siège de l'Union patriotique du Kurdistan fait 18 morts[183].
- 9 juin 2014 : un double attentat-suicide à Touz Khormatou, ville ethniquement mixte à l'est de Tikrit, frappe le siège local de l'UPK et le quartier général des forces de sécurité kurdes, tuant 24 personnes au total ; le même jour, un autre kamikaze est intercepté alors qu'il visait l'hôpital de cette ville[183].
- 11 juin 2014 : des attaques contre des chiites font une quarantaine de morts à Bagdad[184].

### Juillet
- 4 juillet 2014 : au moins 15 personnes sont tuées près de Samarra[185].
- 7 et 8 juillet 2014 : 12 personnes, dont quatre policiers, meurent à Bagdad dans deux attaques commises par des kamikazes de l'EI[186].
- 12 juillet 2014 : au moins 28 personnes, dont quatre femmes et deux enfants, sont tuées à Kirkouk[187].

### Août
- 1er août 2014 : au moins dix personnes sont tuées et 29 autres blessées dans des attentats à Bagdad. L'attaque la plus sanglante vise le quartier chiite de Sadr City, dans le nord-est de la capitale. Dans le centre de Bagdad, trois bombes explosent quasi simultanément près d'une mosquée chiite proche de la place Kholani[188].
- 22 août 2014 : l'attaque d'une mosquée sunnite par des miliciens chiites dans la région de Diyala fait 70 morts[189].
- 23 août 2014 : un triple attentat à la voiture piégée fait 21 morts et 118 blessés à Kirkouk. Le même jour, un attentat-suicide contre le ministère de l'Intérieur à Bagdad fait six tués. Au total, les violences de cette journée font 34 morts et 150 blessés[189].

### Octobre
- 16 octobre 2014 : une vague d'attentats frappe les zones chiites de Bagdad et de ses alentours tuant au moins 50 personnes et en blessant des dizaines d'autres. L'EI a revendiqué l'attaque la plus meurtrière au cours de laquelle deux voitures piégées ont explosé simultanément dans une zone commerciale du quartier de Dolaie faisant 14 morts et 34 blessés. 162 personnes ont été tuées dans des attentats depuis le 12 octobre principalement à Bagdad[190].
- À la fin du mois d'octobre, près de Hit, dans la province d'Al-Anbar, les djihadistes exécutent entre 300 et 400 membres de la tribu des Albou Nimr - dont 50 femmes et enfants- qui s'était rebellée contre eux[191],[192].

### Décembre
- 5 décembre 2014 :
  - Bagdad : deux voitures piégées font 16 morts au total dans les quartiers chiites de Sadr City et Shaab[193].
  - Kirkouk : une voiture-sucide fait au moins 15 morts dans le quartier kurde de Shorjah[193].

## 2015

### Février
- 6 février 2015 : plusieurs attentats à Bagdad font 32 morts, alors que le gouvernement venait de lever le couvre-feu en vigueur depuis le milieu des années 2000[194].
- 11 février 2015 : triple attaque-suicide contre des postes militaires gouvernementaux dans la province de Salah ad-Din. Selon les vidéos diffusées par l'EI, les kamikazes seraient un Français, un Qatari et un Syrien[195].
- 24 février 2015 : un double attentat à la bombe fait au moins 22 morts et 43 blessés dans le quartier de Jisr Diyala à Bagdad, pendant la sortie d'un match de football[196].

### Mars
- 12 mars 2015 : série d'attaques-suicides à Ramadi revendiquées par l'EI. Selon les vidéos diffusées par cette organisation, les kamikazes seraient un Australien, un Belge, un Syrien et une personne originaire du Caucase[197].

### Avril
- 17 avril 2015 :
  - Une voiture-suicide devant le consulat américain d'Erbil, capitale du Gouvernement régional du Kurdistan, fait trois morts et neuf blessés[198].
  - Plusieurs attentats à Bagdad font 31 morts au total[199].
- 25 avril 2015 : triple attentat-suicide contre le poste frontière de Touraibil dans la province d'Al-Anbar, à la frontière de la Jordanie. Selon les informations diffusées par l'EI, les trois kamikazes seraient un Belge, un Français et un Sénégalais[200].

### Mai
- 2 mai 2015 : un double attentat à la voiture piégée dans le quartier commercial de Karrada, à Bagdad, tue 17 personnes dont le journaliste Ammar Al Shahbander, chef de mission de l'ONG Institute for War and Peace Reporting (en) (IWPR). Son collègue Emad al-Sharaa est gravement blessé[201].
- 22 mai 2015 : double attentat-suicide contre des postes militaires irakiens dans la province d'Al-Anbar. Les deux kamikazes seraient des Français[202].
- 28 mai 2015 : un double attentat à la voiture piégée fait 15 morts et 42 blessés. Une troisième voiture piégée est désamorcée. Cette action visait deux hôtels de luxe dans le centre de Bagdad, dans un quartier bénéficiant d'importants dispositifs de sécurité[203].

### Juin
- 1er juin 2015 : un attentat-suicide au moyen d'un véhicule blindé piégé frappe un poste de police près de Samarra, faisant au moins 37 morts et 33 blessés[204].
- 13 juin 2015 : quatre attaques à la voiture-suicide sont lancées simultanément contre des positions des forces gouvernementales, faisant 11 morts au total ; les kamikazes, selon les vidéos diffusées par l'EI, sont de nationalité allemande, britannique, koweïtienne et palestinienne[205].
- 23 juin 2015 : un attentat-suicide fait 14 morts à Baladrouz dans la province de Diyala: l'opération, revendiquée par l'EI, visait une réunion de chefs pro-gouvernementaux de la tribu Al-Nida[206].

### Juillet
- 17 juillet 2015 : l'attentat de Khan Bani Saad, revendiqué par l'État islamique contre des habitants chiites fait au moins 115 morts et 170 blessés[207].
- 21 juillet 2015 : deux attentats à la voiture piégée font au moins 30 morts dans les quartiers chiites d'Al-Jadida et Zafaraniya à Bagdad[208].
- 22 juillet 2015 : deux attentats à la voiture piégée font 30 morts et 58 blessés dans les quartiers chiites d'Al-Bayaa et Al-Shaab à Bagdad[209].

### Août
- 13 août 2015 : un camion frigorifique piégé explose dans un marché populaire du quartier chiite de Sadr City, faisant, selon les bilans, de 33 à 60 morts et de 70 à 200 blessés[210].
- 15 août 2015 : un attentat à la voiture piégée fait au moins 11 morts et 68 blessés sur un marché aux voitures de Sadr City[211].
- 27 août 2015 : un attentat à la voiture-suicide, revendiqué par l'EI, fait cinq morts dont deux généraux près de Ramadi[212].

### Septembre
- 17 septembre 2015 : deux attentats-suicides dans le centre de Bagdad font au moins 14 morts[213].
- 21 septembre 2015 : un attentat-suicide dans le quartier chiite d'Ameen à Bagdad fait au moins 11 morts et 40 blessés[214].
- 28 septembre 2015 : L'EI revendique un attentat à la voiture piégée qui a fait quatre morts et 11 blessés dans le centre de Bagdad plus précisément près de la rue Saadon, dans un quartier abritant chiites et sunnites, près de l'hôtel Ishtar Sheraton et visait, selon l'EI, des policiers et des miliciens[215].

### Octobre
- 3 octobre 2015 : un triple attentat-suicide fait au moins 24 morts et 61 blessés autour de la mosquée chiite de Kazimiya, dans le nord de Bagdad[216].
- 5 octobre 2015 :
  - Au moins 10 personnes sont tuées et plus de 24 blessées par un attentat à la bombe dans un quartier commerçant de Zoubeïr, près de la grande ville du sud de l'Irak, Bassorah. Cet acte est revendiqué par l'État islamique qui affirme avoir visé des chiites. Les attentats dans le sud de l'Irak, région à majorité chiite, sont exceptionnels[217].
  - De plus, 40 personnes ont péri et 91 blessés dans deux localités au nord de Bagdad dans des attentats à la voiture piégée. L'un sur un marché à Al Khalis fait 35 morts et 74 blessés et l'autre à Hosseiniyah provoque la mort de 5 personnes et blesse 17 autres. Ces attentats ont été revendiquées par l'EI[218]
- 7 octobre 2015 : L'EI exécute dans l'ouest de l'Irak 70 membres d'une tribu sunnite alliée au gouvernement. Les victimes, membres de la tribu Albou Nimr, ont été exécutées dans la zone de Tharthar au nord de Ramadi, chef-lieu de la province d'Al-Anbar[219].

### Novembre
- 3 novembre 2015 : un commando-suicide équipé de charges explosives attaque le centre administratif du barrage de Dibbis, au nord-ouest de Kirkouk. Quatre kamikazes et au moins quatre membres des forces de sécurité sont tués. Les attentats en territoire kurde sont exceptionnels[220].
- 13 novembre 2015 : un attentat-suicide fait 17 morts et 32 blessés dans une mosquée du quartier d'Al-Amel à Bagdad lors des funérailles d'un combattant des Hachd al-Chaabi (Unités de mobilisation populaire), milices chiites pro-gouvernementales[221].

### Décembre
- 23 décembre 2015 : un double attentat à la voiture piégée fait au moins 7 morts et 14 blessés à Al Khalis, ville à majorité chiite au nord de Bagdad[222].
- 24 décembre 2015 : les autorités irakiennes annoncent l'arrestation d'une quarantaine de membres clandestins de l'EI qui préparaient des attentats dans les provinces de Bagdad et Diyala[223].

## 2016

### Février
- 28 février 2016 : des attentats-suicides multiples à Sadr City font 78 morts et plus de 100 blessés[224].

### Mars
- 6 mars 2016 : l'explosion d'un camion piégé à Hilla fait au moins 60 morts et plus de 70 blessés[224].
- Attentat du 25 mars 2016 à Al-Asriya fait 32 morts et 84 blessés : un adolescent commet un attentat suicide lors de la remise de prix d'un tournoi de football de jeune amateur. Le maire est tué lors de l'attaque[225].

### Avril
- 30 avril : Attentat à Bagdad, qui fait 38 morts.

### Mai
- 11 mai : Attentats à Bagdad : 3 attaques font une centaine de victimes.
- 17 mai : Attentats à Bagdad : 3 attaques font une centaine de victimes.

### Juillet
- 3 juillet 2016 : un attentat dans le quartier chiite de Karrada (en) fait au moins 213 morts[226].
- 24 juillet 2016 : un attentat suicide a fait au moins 12 morts et plus de 20 blessés dans un quartier chiite de Bagdad[227].
- 25 juillet 2016 : un attentat suicide à la voiture piégée fait au moins 14 morts et plus de 30 blessés au nord-est de Bagdad[228].
- 27 juillet 2016 : une attaque au mortier sur un camp pour personnes déplacées situé dans le sud de Bagdad, fait cinq morts, quatre enfants et une femme tandis qu'un attentat suicide à la bombe dans un district du nord de la ville tue un policier[229].

### Août
- 22 août : une bombe provoque la mort de 6 civils dans la région de Hawija, au sud-ouest de Kirkouk[230].
- 28 août : une attaque suicide menée par cinq assaillants armés d'explosifs et de grenades dans la ville de Ain al-Tamer fait 18 morts et 26 blessés[231].

### Septembre
- 2 septembre : des explosions dans des quartiers du nord-est de Bagdad font quatre morts et seize blessés[232]
- 6 septembre : une camionnette remplie d’explosifs tue au moins sept personnes près d’un hôpital dans le centre de Bagdad[233].
- 9 septembre : l'explosion de deux voitures devant un centre commercial à Bagdad a fait au moins 10 morts et 25 blessés[234].
- 24 septembre : 12 personnes sont tuées et 23 blessées dans un attentat suicide à Tikrit, au nord de Bagdad[235]

### Octobre
- 3 octobre : deux attentats suicide revendiqués par l'EI dans des zones à majorité chiite de la capitale irakienne Bagdad font au moins 10 morts et 34 blessés[236].
- 9 octobre : un attentat à la bombe revendiqué par l'EI dans un quartier chiite de Bagdad fait au moins 5 morts et 21 blessés[237].
- 15 octobre : un attentat suicide revendiqué par l'EI dans un quartier chiite au nord de Bagdad fait au moins 27 morts et 36 blessés[238],[239].
- 17 octobre : un attentat à la voiture piégée, revendiqué par l'EI, visant un barrage de l'armée au sud de Bagdad fait au moins 10 morts et 17 blessés[240].
- 30 octobre : un attentat à la voiture piégée commis dans le quartier chiite de Hourriya fait 8 morts et 30 blessés[241].

### Novembre
- 14 novembre : huit personnes sont mortes et six blessés dans un attentat suicide à Ain al-Tamer, une oasis au sud-ouest de Bagdad[242].
- 24 novembre : un attentat au camion piégé revendiqué par l'EI dans une station-service au sud de Bagdad fait au moins 70 morts[243].
- 28 novembre : quatre policiers sont tués dans un attentat suicide à Samarra à 120 km de Bagdad[244].

### Décembre
- 31 décembre : un double attentat suicide, revendiqué par l'EI, fait au moins 27 morts et 53 blessés sur le marché d'Al-Sinek en plein cœur de Bagdad[245].

## 2017

### Janvier
- 2 janvier : au moins 32 personnes sont tuées et 61 blessées dans un attentat suicide à la voiture piégée dans une place du quartier chiite de Sadr City à Bagdad[246].
- 5 janvier : un attentat à la voiture piégée revendiqué par l'EI fait six morts et 15 blessés dans le quartier d'Al Obaïdi à Bagdad[247].
- 8 janvier : au moins 18 personnes sont tuées et 55 blessées dans deux attaques suicides distinctes sur les marchés de Jamila, situé à Sadr City et de Baladiyat[248].
- 24 janvier : une voiture piégée explose dans une vaste zone de concessions automobiles dans le quartier Al-Nahda à Bagdad, tuant au moins trois personnes et blessant 14 autres[249].

### Février
- 10 février : au moins 10 personnes sont tuées et 33 autres blessées dans plusieurs attentats suicides à Bagdad et Mossoul[250].

- 14 février : une voiture piégée explose à Al-Bayaa, un quartier mixte habité par des sunnites et par des chiites du sud de Bagdad, tuant au moins quatre personnes. L'explosion fait aussi 14 blessés[251].
- 15 février : un kamikaze fait exploser sa voiture piégée dans le quartier de Habibiya, au nord de Bagdad, tuant au moins neuf personnes et fait 30 blessés[252].
- 16 février : au moins 39 personnes sont tuées et 61 blessées dans un attentat à la voiture piégée à Bagdad, dans le quartier de Bayaa[253].
- 24 février : une voiture piégée explose près de Trebil à environ 500 km à l'ouest de Bagdad tuant 15 gardes frontières irakiens[254].

### Mars
- 9 mars : au moins 26 personnes sont tuées et 25 blessées lorsque deux kamikazes font détoner leur charge explosive lors d'une célébration précédant un mariage au nord de Bagdad[255].
- 15 mars : l'explosion d'une voiture piégée à Tikrit au nord de Bagdad fait sept morts et des dizaines de blessés[256].
- 20 mars : un attentat à la voiture piégée à Hay al-Amel à l'ouest de Bagdad fait au moins 15 morts et 33 blessés[257].
- 30 mars : un attentat à la voiture piégée fait au moins 14 morts et 36 blessés dans le sud de Bagdad[258].

### Avril
- 5 avril : trois kamikazes font exploser leurs ceintures d'explosifs à Tikrit, au nord de Bagdad, tuant au moins 31 personnes et fait 42 blessés[259].

### Mai
- 19 mai : deux kamikazes se font exploser à des points de contrôle sur une autoroute près de la zone pétrolière de Bassorah dans le sud de l'Irak ainsi qu'à Bagdad, faisant au moins 35 morts et plus de 50 blessés[260],[261].
- 30 mai : deux attentats à Bagdad font au moins 27 morts et plus de 100 blessés. L'un des deux attentats a été revendiqué par l'EI[262].

### Septembre
- 14 septembre : les attentats de Nassiriya font au moins 84 morts[263].

## 2018

### Janvier
- 15 janvier, à Bagdad, un double attentat-suicide sur la place al-Tayyaran fait au moins 38 morts et plus d'une centaine de blessés[264],[265].

## 2021

### Janvier
- 21 janvier, à Bagdad, un double attentat-suicide sur la place al-Tayyaran a lieu au même emplacement et presque jour pour jour trois ans après celui de 2018[266]. Un premier bilan fait état d'au moins 28 morts et 70 blessés[267].